# Rijnbeek (Bunde)
De Rijnbeek is een beek in Nederlands Zuid-Limburg in de gemeente Meerssen. De beek ligt bij Bunde op de rechteroever van de Maas en heeft een lengte van een halve kilometer.

## Ligging
De beek ligt in het Maasdal, ongeveer parallel aan het op ongeveer 600 meter ten noordwesten gelegen Julianakanaal, langs de Pasweg tussen Bunde en Brommelen. Ten oosten van de beek ligt het Bunderbos waar op de hellingen zich verschillende bronnen bevinden. Het water van deze bronnen stroomt onder andere via de Paslossing, Middelgraaf en Zavelbeek naar de Rijnbeek. Aan de zuidoostrand van Brommelen vloeit de Rijnbeek samen met de Stalebeek tot de Verlegde Broekgraaf. Deze beek vloeit op haar beurt bij Kasteel Geulle samen met de Molenbeek en de Zandbeek tot de Oude Broekgraaf die uiteindelijk in de Maas uitmondt.